# Ізабелла фон Крой (1856–1931)
Ізабелла фон Крой (нім. Isabella von Croÿ), зустрічається вимова Ізабелла де Круа та Ізабелла де Крой (фр. Isabelle de Croÿ), повне ім'я Ізабелла Ядвіґа Франциска Наталія, принцеса фон Крой-Дюльмен (нім. Isabella Hedwig Franziska Natalia Prinzessin von Croÿ-Dülmen), після шлюбу Ізабелла Австрійська (нім. Isabella von Österreich), після 1895 року також Ізабелла Австро-Тешенська (нім. Isabella von Österreich-Teschen, 27 лютого 1856 —  5 вересня 1931) — представниця вестфальської гілки шляхетного дому Крой із Нижніх країн, донька герцога Рудольфа фон Крой та бельгійської принцеси Наталі де Лінь, дружина князя Тешену Фрідріха Австрійського.
Була відома як вправна тенісистка та фотографиня.

## Біографія

### Ранні роки
Ізабелла народилася 27 лютого 1856 року в Дюльмені у провінції Вестфалія, яка входила до складу Королівства Пруссія. Вона була другою дитиною та другою донькою в родині принца Рудольфа фон Крой та його першої дружини Наталі де Лінь. Головою родини в цей час був її дідусь із батьківського боку, Альфред де Крой-Дюльмен, який належав до медіатизованої німецької аристократії та був крупним землевласником Вестфалії, Франції та Бельгії, а також мав титул пера Франції. Дідусь із материнського боку, Ежен де Лінь, володів величезними статками та був президентом сенату Бельгії. У 1830 році йому пропонували корону новоствореної Бельгії, однак він відмовився.

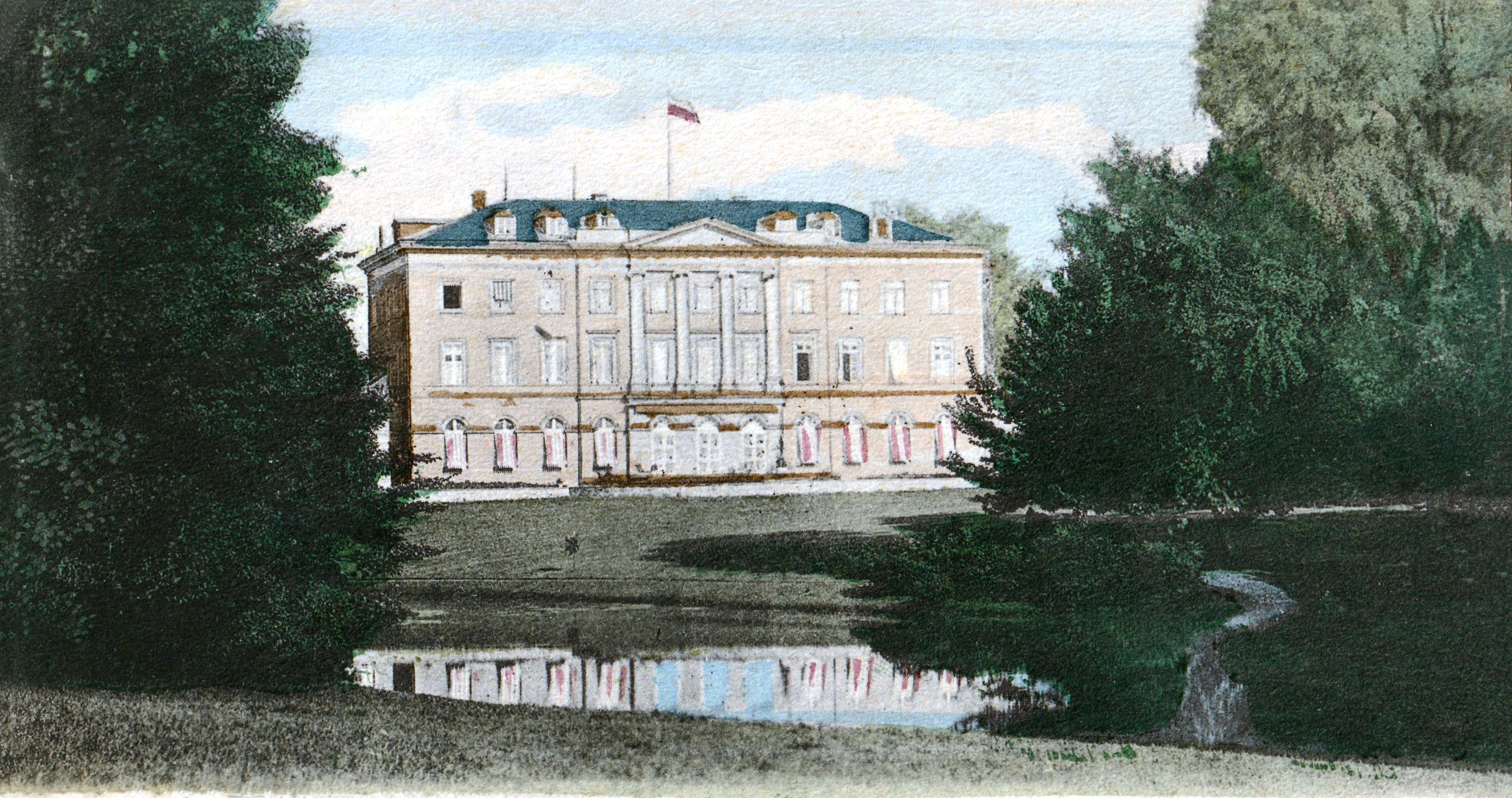
Замок Дюльмен на старій поштівці

Дівчинка мала старшу сестру Євгенію. Згодом сім'я поповнилася доньками Клементиною та Наталією і сином Карлом Альфредом.
Резиденцією сімейства був замок Дюльмен. У 1861 році сад навколо нього був перероблений у ландшафтний парк. Родині також належав маєток Мерфельд в 6 км від Дюльмена, до складу якого входили садиба, вартова вежа та каплиця. На прилеглих до нього територіях був створений заповідник для коней дюльменської породи, який існує і досі.
У липні 1861 батько Ізабелли успадкував титул герцога фон Крой і згодом зайняв своє місце у Прусській палаті панів та Провінційному ландтазі Вестфалії. Матір померла молодою влітку 1863, за тиждень після народження молодшої дитини, коли Ізабеллі було 7. Доки діти були малими, Рудольф не брав другий шлюб.
Дюльмен в молоді роки Ізабелли динамічно розвивався: була створена самостійна парафія євангелічної церкви, відкрита нова синагога, проведена залізниця лінії Ессен—Мюнстер, впроваджувалося механічне ткацтво.

### Шлюб
У віці 22 років принцеса взяла шлюб із австрійським ерцгерцогом Фрідріхом Габсбургом, своїм однолітком. Весілля відбулося 8 жовтня 1878 року на півночі Франції, у родовому замку нареченої Ермітаж, збудованому для її прапрадіда наприкінці XVIII сторіччя. Наречений був військовиком і за кілька тижнів до церемонії став підполковником. Разом із братами і сестрою він був за два роки перед цим всиновлений своїм багатим дядьком, герцогом Тешену Альбрехтом, який потребував спадкоємця, тому мав у майбутньому отримати великий спадок.
У шлюбі народила вісьмох доньок та сина. Молодою енергійна ерцгерцогиня підтримувала чоловіка в його діяльності. Зразково оволоділа веденням домашнього господарства та вихованням дітей, при цьому зберігаючи соціальну активність. Сприяла розвитку рукоділля як мистецтва серед угорських жінок шляхом створення шкіл.
При цьому, за деякими даними, була амбітною, властолюбною та скупою, вважала фрейлін своїм службовим персоналом і поводилася з ними, як зі служницями. Мала репутацію пихатої та суворої дами.
Цікавилася циганською музикою, вправно грала в теніс, добре фотографувала, залишила етнографічні записи. Її фотокартки розглядаються нині як цінні історичні документи та неодноразово виставлялися на показах.

### Герцогиня Тешену

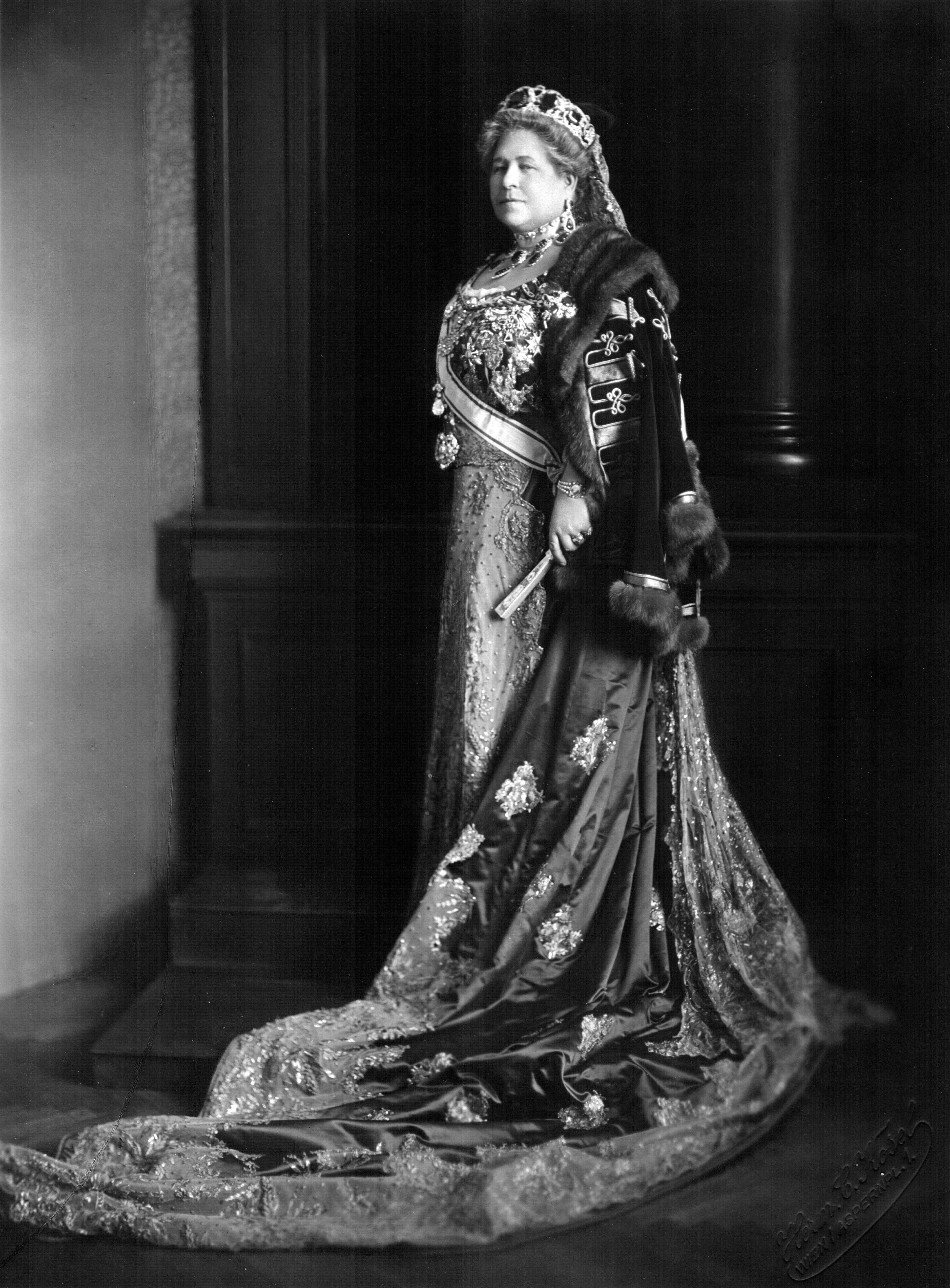
Фото Ізабелли фон Крой

Наприкінці зими 1895 року помер Альбрехт Тешенський. Тешенське герцогство, а також інша нерухомість та майно, відійшли чоловіку Ізабелли. Його частка спадку включала Мошонмадяровар, Беллеже, Зайбух, Зеєловіц, Фрідек, нерухомість у Прессбурзі, а також віденську резиденцію Палац Альбрехта із колекцією Альбертіна. На отриманих ним землях Чехії, Моравії, Сілезії та Угорщини, окрім ферм та лісів, активно розвивалася промисловість, яка дуже зацікавила Фрідріха. Він навіть приводив усю сім'ю на заводи, шахти та лісові склади, щоб ознайомити їх із бізнесом. Згодом князь придбав ще кілька маєтків у Словаччині та Штирії. Ізабелла допомагала чоловікові у керуванні ними. Також займалася благодійністю.
Наприкінці 1890-х спадкоємець австрійського престолу Франц Фердинанд почав часто навідувати подружжя Тешенів у Прессбурзі, інколи два рази на тиждень. Сам він в той час служив у Чеське Будейовіце. Княгиня сподівалася, що ці візити викликані цікавістю ерцгерцога до котроїсь із старших доньок, однак справжньою пристрастю принца виявилася її фрейліна Софія Хотек, що надзвичайно розлютило Ізабеллу. Про почуття ерцгерцога стало відомо у їхньому палаці Хальбтурн неподалік Відня, коли Франц Фердинанд забув на тенісному корті свій годинник із світлиною Софії. Принц не став брехати й оголосив привселюдно про свої почуття та намір одружитися з фрейліною. Ізабелла звільнила Софію і всіляко намагалася розладнати шлюб. Окрім іншого, вона налаштувала братів ерцгерцога, Отто та Фердинанда Карла, проти цього союзу, разом із обергофмейстером Альфредом Монтенуово поширювала чутки про непорядність графині, об'єднавшись із іншими дамами, у тому числі ерцгерцогинею Єлизаветою Марією, намагалася виставити колишню фрейліну підступною авантюристкою. Однак її зусилля виявилися марними, у 1900 році пара побралася.
Вважаючи, що в майбутньому Франц Фердинанд стане імператором, Ізабелла спонукала чоловіка залишити військову службу, однак після інциденту в Сараєво це виявилося не потрібним, і Фрідріх залишився у армії, на той час уже дослужившись до чину головнокомандуючого ландвера. Невдовзі він отримав звання головнокомандуючого збройних сил Австро-Угорщини.
У 1905 році родина переїхала до Відня, де оселилася у Палаці Альбрехта у 1-му районі міста.
У 1913 році Ізабелла активно протидіяла весіллю свого небожа Карла Рудольфа, 13-го герцога фон Крой, із донькою американського посла в Німеччині Ненсі Лейшман. Однак шлюб відбувся, зважаючи на те, що, згідно деяких даних, на ньому наполіг сам кайзер Вільгельм II, помітивши, що Лейшман багато уваги приділяє кронпринц Вільгельм, який вже був одруженим.
У 1916 році новим імператором Австро-Угорщини став ерцгерцог Карл Йозеф. Він відразу проголосив себе головнокомандуючим військами, тим самим понизивши Фрідріха у його повноваженнях, що Ізабелла сприйняла як особисту образу. Ситуація погіршилася тим, що нова імператриця була рідною сестрою зятя Ізабелли, Елії, та мала із ним погані відносини. Жінки постійно конфліктували, і зрештою ситуація була вирішена відставкою ерцгерцога Фрідріха наприкінці зими 1917 року.
Подружжя після цього жило у Вейбурзі поблизу Бадена, а з осені 1918 — у своїх угорських володіннях.
Ізабелла в поважні роки стала огрядною і отримала глузливе прізвисько Бусабелла (від нім. bus — омнібус).

### Після розпаду імперії
Після Першої світової війни княгиня намагалася зробити сина королем Угорщини, однак монархія там змінилася республікою, а згодом до влади прийшли комуністи, яких у 1920 році змінив режим Горті.
У 1920 році уряди Австрії та Чехословаччини експропріювали володіння Габсбургів на своїх територіях, їхнє майно та нерухомість. Родина герцога Тешенського втратила багато землі та маєтків, однак продовжувала залишатися багатою та впливовою в Угорщині. На додачу, у 1929 році Фрідріх виграв справу у суді щодо компенсації йому збитків урядом Чехословаччини.
Ізабелла пішла з життя у будапештському санаторії 5 вересня 1931 у віці 75 років. Тимчасово була похована у крипті церкви Матяша у Будапешті.
Після смерті ерцгерцога Фрідріха п'ять років потому, їх у 1937 році перепоховали разом у парафіяльній церкві Святого Готтарда у Мошонмадяроварі.

## Родина
Чоловік — Фрідріх Габсбург
Діти:

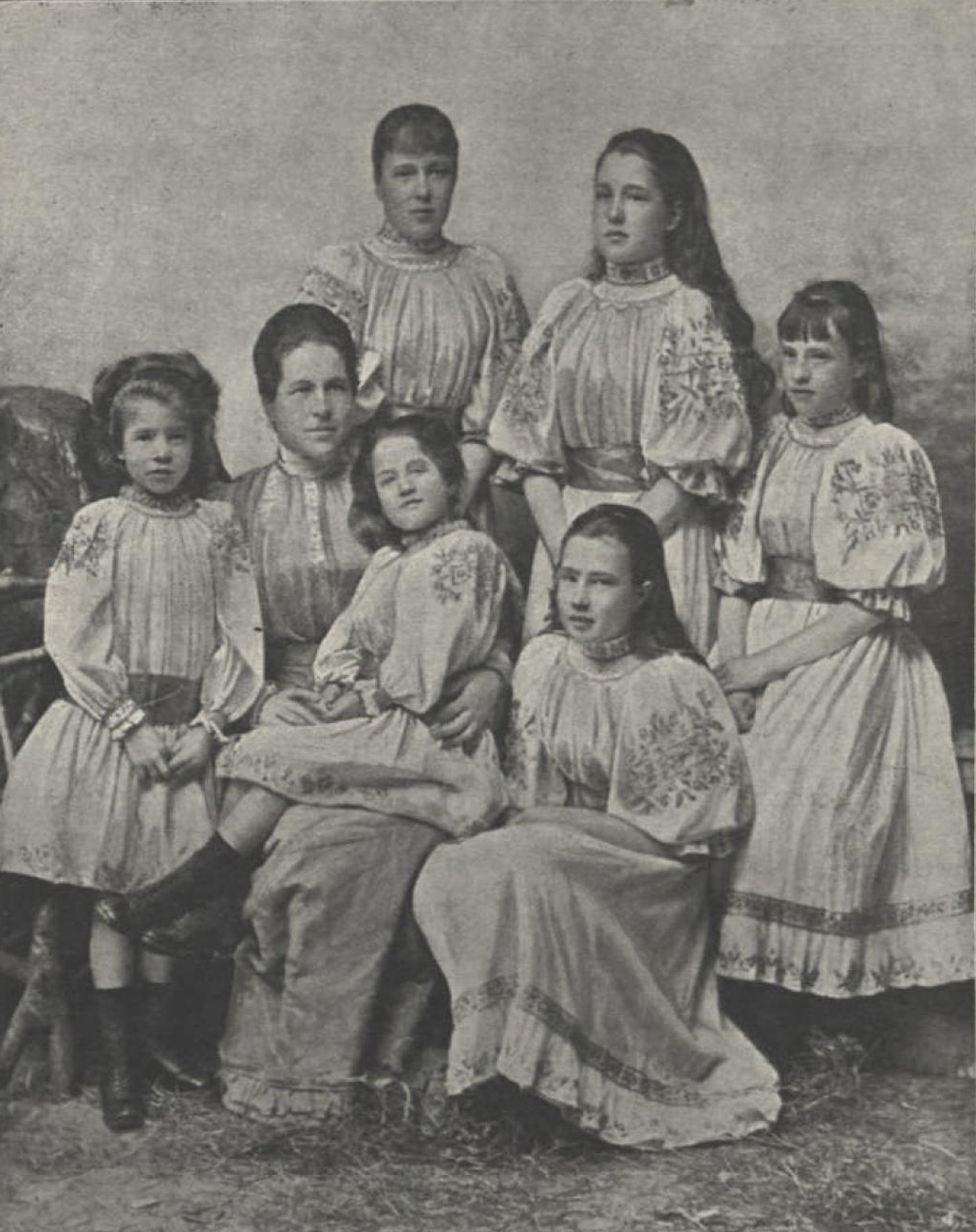
Ізабелла з доньками на фото 1898 року

- Марія Крістіна (1879—1962) — дружина принца цу Сальм-Сальм Емануеля, мала п'ятеро дітей;
- Марія Анна (1882—1940) — дружина титулярного герцога Парми Елії, мала восьмеро дітей;
- Марія Генрієтта (1883—1956) — дружина принца Готтфріда цу Гогенлое-Вальденбург-Шиллінгсфюрста, мала сина та двох доньок;
- Наталія (1884—1898) — прожила 14 років;
- Стефанія (1886—1890) — прожила 4 роки;
- Ґабріела (1887—1954) — одружена не була, дітей не мала;
- Ізабелла (1888—1973) — була нетривалий час одружена із баварським принцом Георгом Віттельсбахом, шлюб було аннульовано Святим Престолом, згодом мала короткочасні заручини із військовим хірургом Паулем Альбрехтом під час Першої світової війни, дітей не мала;
- Марія Аліса (1893—1962) — дружина барона Фрідріха Генріха Вальдботта фон Бассенгайма, мала шестеро дітей;
- Альбрехт (1897—1955) — титулярний герцог Тешену у 1936—1955 роках, був тричі морганатично одруженим, мав двох доньок від другого шлюбу і, згідно деяких джерел, сина від третього.[31]

## Нагороди
- Орден Зоряного хреста (Австро-Угорщина);[32]
- Орден Єлизавети (Австро-Угорщина);
- Почесний знак 1-го класну Австрійського Червоного Хреста з військовим оздобленням (Австро-Угорщина);
- Орден Терези (Баварське королівство);
- Орден Королеви Марії Луїзи №856 (Іспанія).

## Кіновтілення
- Колетт Режі у французькій історичній стрічці «Сараєво» 1940 року, реж. Макса Офюльса[33].